# Елтон Бранд
Елтон Бранд (енгл. Elton Brand; Кортланд Манор, Њујорк, 11. март 1979) је бивши амерички кошаркаш. Играо је на позицијама крилног центра и центра.

## Каријера
Након две године на Дјуку, Бренд се пријавио за НБА драфт 1999. и екипа Чикага је изабрала са прве позиције. Већ у својој првој сезони је просечно бележио дабл-дабл учинак са 20,1 поена и 10 скокова по мечу, па је са Стивом Френсисом поделио признање за новајлију године. После две године у Булсима трејдован је у Клиперсе, где је наставио да пружа добре игре. Захваљујући њима је 2002. и 2006. године изабран да игра на Ол стару.
Брендова каријера је кренула низбрдо када је покидао Ахилову тетиву крајем сезона 2006/07. На то се надовезао прелазак у Филадефију и операција рамена. У редовима Сиксерса је у неколико наврата подсетио на играча који је некада био, али је истина да се никада није вратио на ниво пре повреде. Касније је носио дресове Даласа и Атланте. У Филаделфију се вратио почетком јануара 2016. године и то из пензије, у коју је отишао лета 2015.
Током своје каријере Бренд је одиграо 1.058 мечева регуларног дела сезоне, од чега 868 као стартер. Просечно је бележио 15,9 поена, 8.5 скокова, 2.1 асистенција и 1,7 блокада. У плеј офу је наступио 40 пута, 30 пута као стартер, уз учинак од 12,6 поена, 6.3 ухваћених лопти, 1.6 асистенција и 1,6 блокада.

## Успеси

### Репрезентативни
- Светско првенство:  2006.
- Америчко првенство:  1999, 2003.
- Игре добре воље:  1998.

### Појединачни
- НБА Ол-стар меч (2): 2002, 2006.
- Идеални тим НБА — друга постава (1): 2005/06.
- НБА новајлија године: 1999/00.
- Идеални тим новајлија НБА — прва постава: 1999/00.
- Најкориснији играч НБА руки челенџа: 2000.
- НБА спортска личност године: 2005/06.